# Des Lebens Würfelspiel (film 1925)
Des Lebens Würfelspiel è un film muto del 1925 scritto e diretto da Heinz Paul.

## Produzione
Il film fu prodotto dalla Pantomim-Film AG.

## Distribuzione
Distribuito dalla Pantomim-Film AG, uscì nelle sale cinematografiche tedesche presentato a Berlino il 21 agosto 1925.